# ATC code C04
ATC code C04 داروهای متسع‌کنندهٔ محیطی عروق زیرگروهی درمانی از سیستم طبقه‌بندی شیمیایی درمانی آناتومیک است. این سیستمِ متشکل از کدهای حرفی‌عددی را سازمان جهانی بهداشت برای طبقه‌بندی داروها و سایر تولیدات پزشکی ایجاد کرده است. زیرگروه C04 جزوی از گروه آناتومیک C سیستم قلب‌و‌عروق است.

کدهای مورد استفاده در دامپزشکی (کدهای ATCvet) را می‌توان با گذاشتن حرف Q جلو کدهای انسانی ATC ایجاد کرد: مثلاً QC04. کدهای ATCvet که فاقد کدهای انسانی متناظر ATC هستند، در فهرست ذیل با حرف آغازین Q ذکر شده‌اند.
ممکن است نسخه‌های ملی از طبقه‌بندی ATC حاوی کدهای اضافه‌ای باشند که در این فهرست (نسخهٔ سازمان جهانی بهداشت) نیامده باشند.

## C04A Peripheralاتساع عروقs

### C04AA۲-هیدروکسی فنتیلامینderivatives
C04AA01 ایزوکسوپرین
C04AA02 Buphenine
C04AA31 Bamethan

### C04ABImidazolinederivatives
C04AB01 فنتولامین
C04AB02 تولازولین

### C04ACویتامین ب۳and derivatives
C04AC01 Nicotinic acid
C04AC02 Nicotinyl alcohol (pyridylcarbinol)
C04AC03 Inositol nicotinate
C04AC07 Ciclonicate

### C04ADپورینderivatives
C04AD01 Pentifylline
C04AD02 Xantinol nicotinate
C04AD03 پنتوکسی فیلین
C04AD04 Etofylline nicotinate
QC04AD90 Propentofylline

### C04AEErgotalkaloids
C04AE01 Ergoloid mesylates
C04AE02 Nicergoline
C04AE04 دی هیدرو ارگوکریستین
C04AE51 Ergoloid mesylates, combinations
C04AE54 Dihydroergocristine, combinations

### C04AFآنزیم‌ها
C04AF01 Kallidinogenase

### C04AX Other peripheral vasodilators
C04AX01 Cyclandelate
C04AX02 فنوکسی بنزامین
C04AX07 Vincamine
C04AX10 Moxisylyte
C04AX11 بنسیکلان
C04AX17 Vinburnine
C04AX19 Sulcotidil
C04AX20 بوفلومدیل
C04AX21 Naftidrofuryl
C04AX23 Butalamine
C04AX24 Visnadine
C04AX26 Cetiedil
C04AX27 Cinepazide
C04AX28 ایفنپرودیل
C04AX30 Azapetine
C04AX32 Fasudil